# Festival international du film de Miami
Le festival international du film de Miami (Miami International Film Festival ou MIFF) est un festival de cinéma organisé par la Miami Film Society et se déroulant chaque année depuis 1983 à Miami. Il met en avant des films amateurs par opposition aux cérémonies des Oscars qui mettent en avant des films à plus gros budgets,.

## Historique

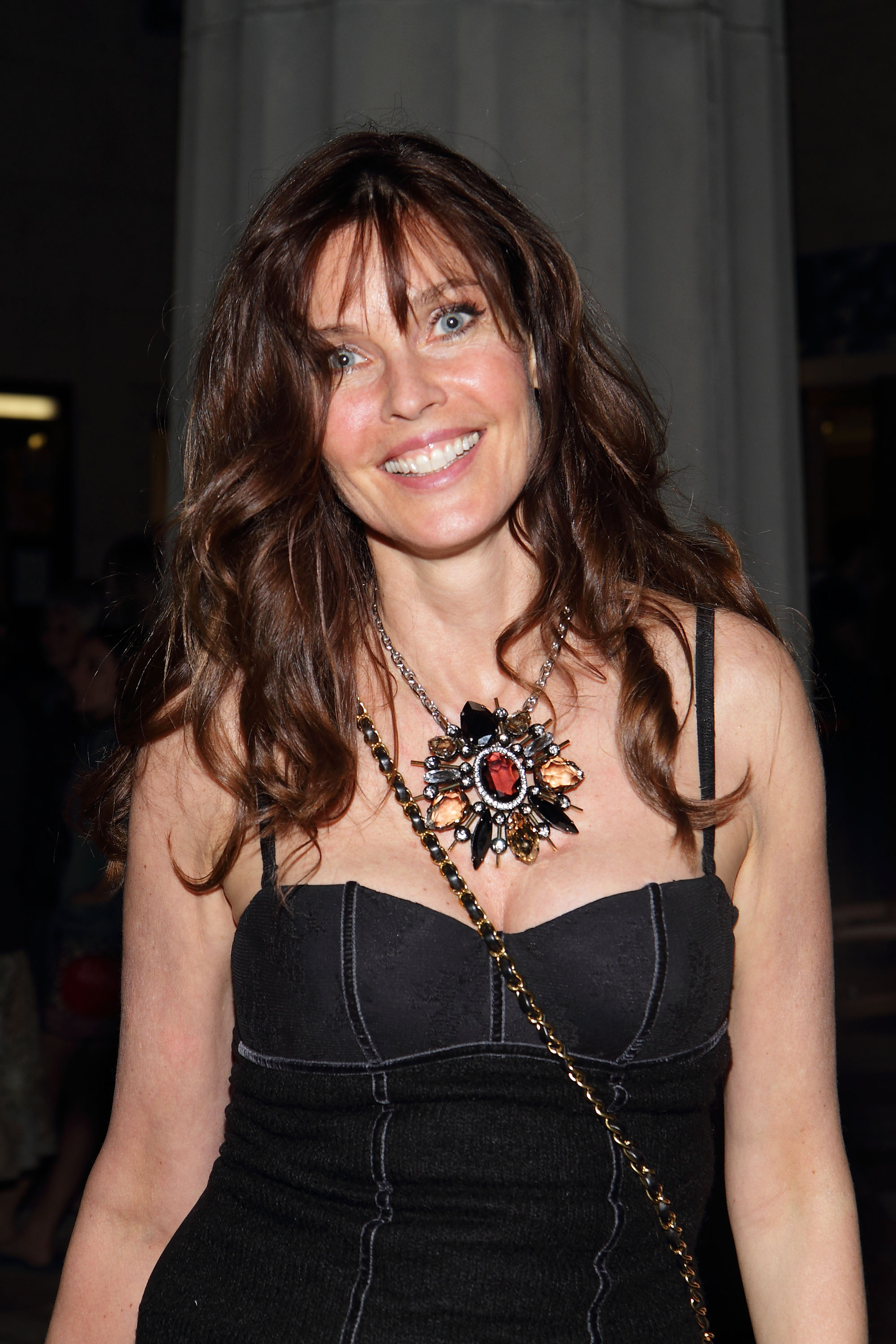
Carol Alt au Festival en 2012.